# 篠田浩一郎
篠田 浩一郎（しのだ こういちろう、1928年2月18日 - 2022年12月25日）は、日本のフランス文学・比較文学者、記号学者、翻訳家。東京外国語大学名誉教授。

## 略歴
東京生まれ。1954年東京大学文学部仏文科を卒業。1957年から東京外国語大学で教え、助教授、教授。1991年定年退官、名誉教授。
19世紀フランス文学の研究から出発し、記号学や物語論など当時先端的な文学理論を吸収しながら、文学評論にとどまらず、強制収容所文学の分析などを含めた視野の広い研究を展開した。晩年は日本文化の研究にも手を染めた。翻訳も多数ある。とりわけポール・ニザン『アデン・アラビア』、ミシュレ『魔女』、ロラン・バルト『サド、フーリエ、ロヨラ』は有名。
2022年12月25日、老衰のため葉山町の病院で死去。94歳没

## 著書
- 『フランス・ロマン主義と人間像』（未來社） 1965年
- 『フランス 美と歴史の発見』（美術出版社） 1967年
- 『ゲーテの木 戦闘的ヒューマニズムの文学』（晶文社） 1972年
- 『形象と文明 書くことの歴史』（白水社） 1977年
- 『フランス 美と歴史を歩く』（美術出版社） 1977年
- 『中世への旅 歴史の深層をたずねて』（朝日選書） 1978年
- 『構造と言語 - 書くことの論理』（現代評論社） 1978年
- 『批評の記号学』（未來社） 1979年
- 『閉ざされた時空 ナチ強制収容所の文学』（白水社） 1980年
- 『竹取と浮雲 説話はいかに書かれるか』（集英社） 1981年
- 『空間のコスモロジー』（岩波書店） 1981年 - フーリエ、ピエール・ルルー、ジュール・ヴェルヌ、ミシュレ論
- 『小説はいかに書かれたか 『破戒』から『死霊』まで』（岩波新書） 1982年
- 『都市の記号論』（青土社） 1982年
- 『再びセーヌは流れる 歴史の中のフランス作家群像』（TBSブリタニカ） 1982年
- 『物語と小説のことば』（国文社） 1983年
- 『仮面・神話・物語 ふたたび中世への旅』（朝日選書） 1983年
- 『幻想の類型学』（筑摩書房） 1984年
- 『カオスから / カオスへ』（洋泉社） 1986年
- 『新ふらんす記』（白水社） 1986年
- 『ロラン・バルト 世界の解読』（岩波書店） 1989年
- 『修羅と鎮魂 日本文化試論』（小沢書店） 1990年

## 翻訳
- 『十九世紀フランス文学』（ソーニェ、渋沢孝輔と共訳、白水社、文庫クセジュ） 1958年
- 『フランス哲学入門』 （アンドレ・クレソン、白水社、文庫クセジュ） 1958年
- 『ディエンビエンフー陥落』（ジュール・ロワ、朝倉剛共訳、至誠堂） 1965年
- 『戦後のフランス小説』（モーリス・ナドー、みすず書房） 1966年
- 『アデン・アラビア』（ポール・ニザン、晶文社） 1966年
- 『中国で経験したこと』（ジュール・ロワ、山崎庸一郎, 岩崎力共訳、至誠堂） 1966年
- 『魔女』（ミシュレ、現代思潮社） 1967年、のち岩波文庫
- 『実存主義と政治』（ビュルニエ、紀伊国屋書店） 1968年
- 『テレーズ・ラカン』（ゾラ、講談社、世界文学全集） 1968年、のち文庫
- 『アントワーヌ・ブロワイエ』（ニザン、晶文社） 1968年
- 『フランス哲学史』 （アンドレ・ロビネ、望月一雄共訳、白水社、文庫クセジュ） 1968年
- 『街の草』（ピエール・ガスカール、晶文社） 1969年
- 『シメール』（ピエール・ガスカール、筑摩書房） 1970年
- 『エッセ・クリティック』（ロラン・バルト、高坂和彦, 渡瀬嘉朗共訳、晶文社） 1972年
- 『ユートピアの歴史』（ジャン・セルヴィエ、朝倉剛共訳、筑摩叢書） 1972年
- 『サド、フーリエ、ロヨラ』（ロラン・バルト、みすず書房） 1975年
- 『現代フランス小説史』（モーリス・ナドー、みすず書房） 1976年
- 『アフリカの夏』（ムハンマッド・ディブ、中島弘二共訳、河出書房新社、現代アラブ小説全集9）　1978年
- 『ユートピア』（ジャン・セルヴィエ、朝倉剛共訳、白水社、文庫クセジュ） 1983年
- 『絵画の記号学 エクリチュール, パンチュール』 （ルイ・マラン、山崎庸一郎共訳、岩波書店） 1986年

他にボードレール、フローベールの翻訳（全集版）もあり